# 巫凱
巫凱（—1438年），應天府句容（江苏句容）人。明朝軍事將領。
自幼好学，六歲能赋牡丹诗。十八歲，代父職擔任盧州衛百戶，刚毅通猛，娴于智谋，升至都指揮同知。永樂六年，跟從從英國公張輔平交阯立功，升遼東都指揮使。永樂十一年，召回北京，次年跟隨明成祖北征。宣德年間，以都督僉事佩征虜前將軍印，代朱榮鎮遼東。明英宗登基后，晉升爲都督同知。正統元年（1436年），被兵部尚書王驥彈劾，未獲罪。正統三年（1438年）十二月，病重去世，歸葬遼陽。